# Instituto Catitu
O Instituto Catitu – Aldeia em Cena é uma associação sem fins lucrativos qualificada como Organização da Sociedade Civil de Interesse Público (Oscip), sediada no Brasil, que busca fomentar projetos culturais e ambientais junto às comunidades indígenas. Foi fundado em 2009 e realiza a formação audiovisual para povos indígenas, possibilitando novas formas de expressão, transmissão ecompartilhamento de saberes e visões de mundo. 

## Atividades
Ao todo já foram realizadas pelo instituto mais de 30 produções audiovisuais.As ações da entidade consistem na formação audiovisual e multimídia, na produção de filmes de autoria indígena, na criação de centros de documentação digital nas aldeias reunindo o acervo cultural das comunidades, na iniciação digital e nos intercâmbios entre comunidades indígenas e outros povos tradicionais. Entre os objetivos principais estão o protagonismo maior de indígenas, especialmente mulheres; uma melhor auto-representação e estimular o diálogo entre povos e a troca de experiências.   Muitas das produções foram premiadas, e entre elas está o curta-metragem  Para Onde Foram as Andorinhas, produzido em parceria com o Instituto Socioambiental e exibido durante a Conferência do Clima de Paris (COP-21) em 2015, e que conta como os povos do Xingu estão percebendo e sentindo em seu dia a dia os impactos das mudanças climáticas.

O instituto busca também levar em conta as especificidades acerca das mulheres indígenas, permitindo-lhes apresentarem-se de uma nova forma ao mundo ocidental, segundo suas escolhas, sua apreciação, sua perspectiva. As oficinas exclusivas para mulheres tiveram início em 2010, durante o V Encontro de Mulheres do Parque Indígena do Xingu organizado pelo Projeto Xingu, da Universidade Federal de São Paulo. No ano seguinte, ocorreu uma segunda oficina, também no Xingu, que contou com 22 mulheres das etnias Kawaiweté, Kamaiurá e Ikpeng, de diversas faixas etárias.  Sob a orientação de Mari Corrêa, coordenadora do Instituto Catitu e da cineasta Tata Amaral, as participantes realizaram um curta-metragem de ficção, “A Cutia e o Macaco”, inspirado em uma canção de ninar kawaiweté. Também registraram doze receitas culinárias tradicionais. Em 2012, a terceira edição contou com a participação da artista e educadora Marie Ange Bordas. Na ocasião, as mulheres manifestaram o desejo de continuar abordando a questão da culinária tradicional. 